# گئورگ کونراد مورگان
جرج کونراد مورگان (انگلیسی: Georg Konrad Morgen; ۸ ژوئن ۱۹۰۹ – ۴ فوریهٔ ۱۹۸۲) قاضی، حقوقدان، و وکیل اهل آلمان بود.